# Eufronio
Eufronio (in greco antico: Εὐϕρόνιος?, Euphronios; fl. 520 / 470 a.C.) è stato un ceramografo e ceramista greco antico, attivo ad Atene nel periodo delle guerre persiane.
È ritenuto uno dei più autorevoli maestri dell'arte greca tardo arcaica e dello stile a figure rosse.

## Attività
L'attività di Euphronios, in base alle firme e allo stile dei vasi, è apparsa suddivisa in due fasi distinte. La prima, come ceramografo nelle officine di Kachrylion e di Euxitheos, tra il 520 e il 500 a.C., si svolse in relazione con altri pittori di figure rosse che John Beazley ha riunito sotto il nome di Pionieri. Questi pittori, e Euphronios in particolare, furono i primi ad esplorare tutte le possibilità concesse dalla tecnica di recente invenzione, a comprendere la possibilità di modulare densità e intensità cromatica della linea e ad applicarla allo studio del corpo umano, nei suoi aspetti strutturali, in funzione di una migliore rappresentazione del movimento e dello scorcio. Ogni vaso di questo autore si presenta come un esercizio e un pretesto per lo studio della figura e della composizione.
Dal 500 a.C. i vasi firmati da Euphronios come vasaio recano le firme dei più importanti ceramografi del tempo: Duride, Macrone e Onesimos, il suo preferito. Come ceramista e direttore di un'officina nel quartiere del Ceramico egli non si allontana dalla precedente capacità inventiva e compositiva adattando e creando le forme in funzione della tecnica decorativa a figure rosse.
L'iscrizione su una base a forma di pilastro, rinvenuta sull'acropoli di Atene e databile fra il 480 e il 470 a.C. nella quale Euphronios si firma come vasaio potrebbe fornire una data sicura per la fine della sua attività.

## Opere

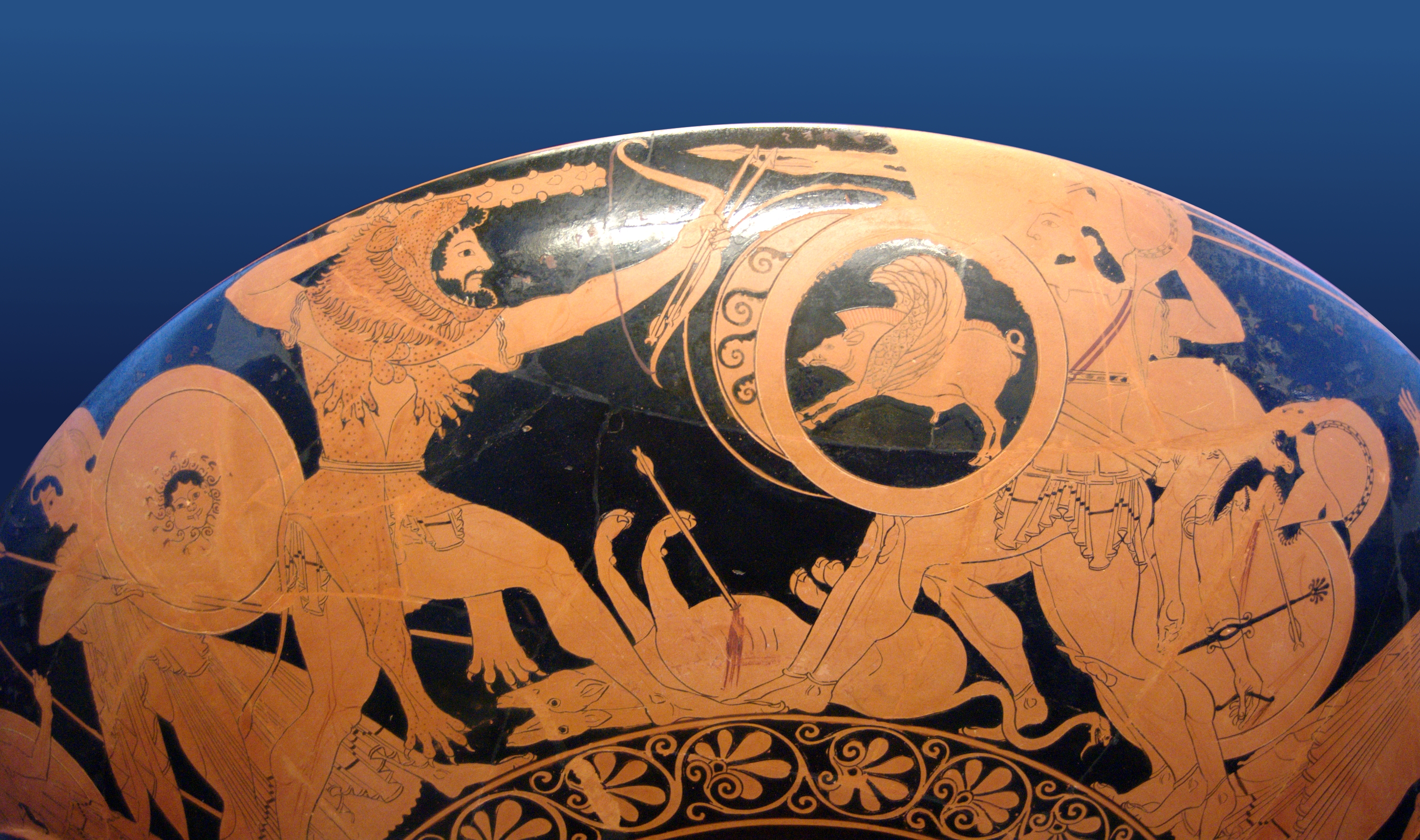
Parete esterna della coppa con Eracle e Gerione. Monaco di Baviera, Staatliche Antikensammlungen 2620.

Il corpus delle opere di Euphronios ceramografo è stato ricostruito a partire dalle due opere firmate conservate al Louvre (G 103 e G 110) e comprende alcune coppe molto elaborate, ma soprattutto grandi vasi e prevalentemente crateri a calice o a volute. La particolarità del cratere a calice, il cui primo esempio noto è il cratere di Exekias proveniente dall'Agorà di Atene, per un decoratore consiste nelle ampie e dritte pareti, neppure interrotte dalle anse che si impostano sul basso invaso. Euphronios è il primo autore a dipingere crateri a calice a figure rosse dei quali ci sono giunti, tra vasi completi e frammentari, circa 12 esemplari.
L'accenno di ombreggiatura sull'addome di Anteo, rappresentato sul cratere a calice Louvre G 103, ritrovato a Caere, è forse il primo esempio dell'uso del chiaroscuro per la costruzione del corpo umano, dopo il tentativo isolato del Pittore di Polifemo sull'anfora di Eleusi. La gamba del gigante ripiegata sotto di lui consente la visione scorciata del piede che compare dietro il gluteo.
Nella coppa di Monaco di Baviera (Staatliche Antikensammlungen 2620) il piccolo medaglione interno è inserito nel fondo rosso corallo già utilizzato da Exekias ed è, malgrado l'apparente semplicità e naturalezza, frutto di attento studio anatomico e compositivo. La scena sulla parete esterna della coppa, con Eracle e Gerione, è magistrale in senso opposto, per la complessità e l'equilibrio dei pieni e vuoti adattati alla difficile forma. L'interesse per la costruzione della figura che sarà preminente nel periodo maturo dei Pionieri è qui già avvertito, ma la coppa è anzitutto un audace esercizio compositivo.
Il nome del ceramista Kachrylion, che firma la coppa di Monaco, è presente su un'altra coppa, probabilmente più antica, che riporta nel tondo interno un intreccio floreale derivato dalle elaborazioni di Oltos, ed Euphronios è l'unico tra i Pionieri a mostrare interesse verso questo aspetto della decorazione. Sulle pareti esterne si trova il trasporto del corpo di Sarpedonte, una scena dotata di notevole efficacia tragica e di un'audacia che non si ritroverà nel più tardo e maggiormente noto cratere a calice recante lo stesso soggetto; questa coppa e altre due coppe simili non firmate (Getty Museum 77.AE.20 e British Museum E41), sono state assegnate al periodo giovanile di Euphronios, in una fase di vicinanza e reciproca influenza con il più anziano Oltos, ugualmente impiegato nell'officina di Kachrylion.
Il contrappunto tra interno e esterno o i ritmi alternati tra i lati opposti del vaso, che si vedono sulla coppa di Monaco e sul cratere del Louvre, sono un elemento ricorrente nelle opere di Euphronios. Tra i temi più frequenti si trovano le scene di palestra, dove i corpi sembrano mostrare chiare relazioni con la scultura contemporanea e non mancano gli interessi cromatici che lo portano ad adoperare il porpora e il rosso in diverse gradazioni.

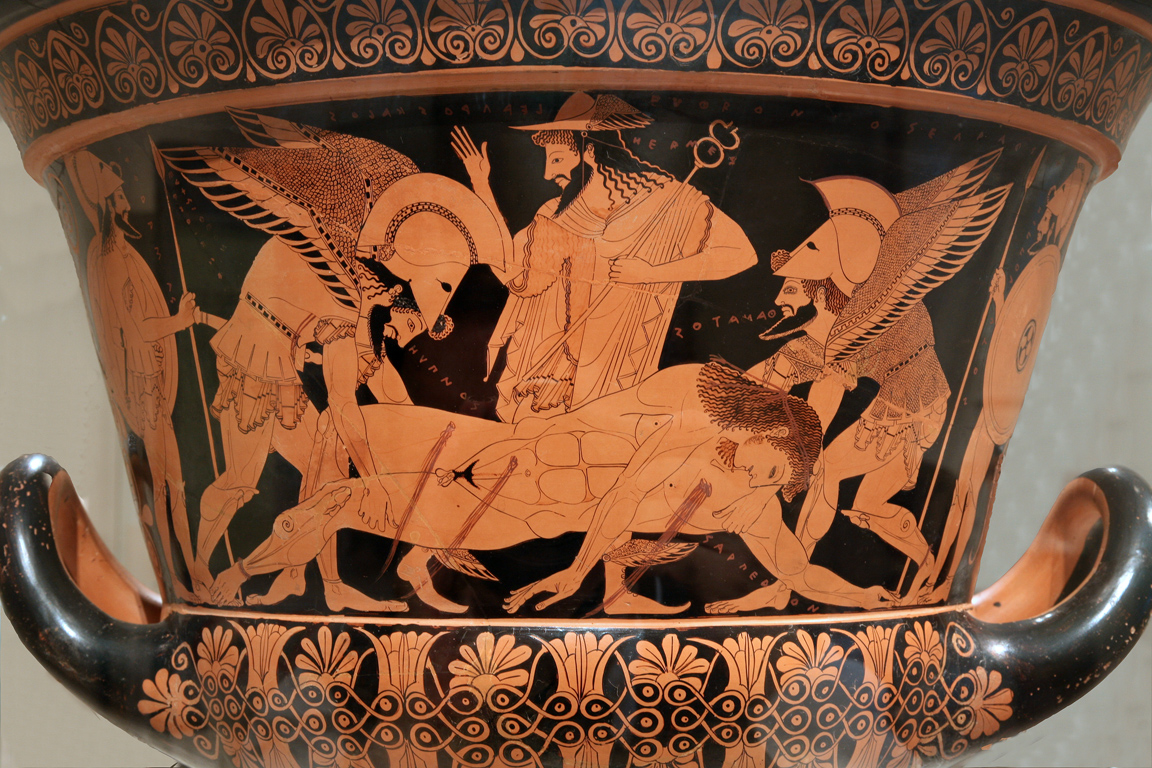
Il Cratere di Eufronio. Cerveteri, Museo nazionale Caerite.

Il Cratere di Eufronio, tra le sue opere più importanti, dopo essere stato esposto dal 1972 al Metropolitan Museum di New York, è tornato in Italia il 18 gennaio 2008 a seguito di un accordo che ne prevedeva la restituzione tra il Museo ed il Ministero dei Beni Culturali.